# Ahmed Mogni
Ahmed Mogni (ur. 10 października 1991 w Paryżu) – komoryjski piłkarz francuskiego pochodzenia grający na pozycji lewego napastnika. W sezonie 2020/2021 występuje w klubie Annecy FC. Jest reprezentantem Komorów. 